# Petrus en Pauluskerk (Middelburg)
De Petrus en Pauluskerk is een rooms-katholieke kerk in Middelburg, en parochiekerk van Walcheren, gelegen aan de Lombardstraat. Het gebouw, opgetrokken in neoromaanse stijl naar de Bossche School, werd in gebruik genomen in 1951.

## Geschiedenis
In de 19e eeuw stond er een rooms-katholieke kerk aan de Lange Noordstraat, gewijd aan Sint Pieter. Deze kerk was een waterstaatskerk, en werd volledig verwoest tijdens het bombardement op Middelburg tijdens de Tweede Wereldoorlog. In eerste instantie werden er plannen gemaakt om een nieuwe kerk op dezelfde plek neer te zetten, maar door herindeling van de binnenstad, die voornamelijk werd veroorzaakt door Delftse School idealen en de oorlogssituatie, kon dit idee niet uitgevoerd worden. Zodoende werd in maart 1941 architect C.M. van Moorsel te Voorburg benaderd en gevraagd om een ontwerp voor een nieuwe kerk te maken. Na de bevrijding van Middelburg, in 1944, konden voorbereidingen voor de bouw aangevangen worden op een locatie achter de voormalige kerk. 
C.M. van Moorsel, architect uit de Delftse School ontwierp een neoromaanse basiliek met een karakteriserende klokkengevel, waarin drie klokken hangen. Door geldgebrek werd het ontwerp zo sober mogelijk gehouden, waardoor de reeds aanwezig zijnde soberheid in de romaanse architectuur een extra nadruk heeft. Op 12 april 1950 werd de eerste steen van het gebouw gelegd. Binnen een jaar was het gebouw gereed en kon het op 25 maart 1951 in gebruik genomen worden. De gevelbeelden van Petrus en Paulus werden gemaakt door Henri van Haaren.
Op 23 september 1951 werd een nieuw elektro-pneumatisch orgel in gebruik genomen, gebouwd door firma B. Pels en Zoon uit Alkmaar. In 1990 werd er een tweede orgel in de kerk geplaatst door A. Nijsse & Zoon. Dit kabinetorgel, waarvan het pijpwerk en de windlade waarschijnlijk zijn vervaardigd door Hermanus ter Hart uit Amsterdam in de 19e eeuw, was in 1974 in de kapel van het Sint Liduïnaziekenhuis in Hulst geplaatst. Bij de sluiting van het ziekenhuis in 1989, stond dit orgel tijdelijk in de Willibrordusbasiliek te Hulst, waarna het naar Middelburg kwam.
Aan de muur hangt de kruisweg, reproducties van werk door Jan Toorop.De liturgische voorwerpen zijn vervaardigd door Bob Anink met omgesmolten koper, afkomstig uit de voormalige en verwoeste kerk. De schildering op de muur boven het priesterkoor is in 1958 aangebracht door de Middelburgse kunstenaar Hans Heeren.

## Maria Kapel
In een speciale kapel hangt een schilderij van Maria, waaraan een legende verbonden is: 
Rond 1340 ontstond er in de kerk van Vrouwenpolder de behoefte naar een schilderij van Maria. Een Middelburgse schilder kreeg de opdracht, maar zijn poging mislukte. Toen kwam er echter een vreemdeling opdagen, die het schilderij maakte, en toen weer onopgemerkt verdween. Vanwege deze bijzondere gebeurtenis werd een feestelijke plechtigheid georganiseerd bij de plaatsing van het schilderij in de 'Onze Lieve Vrouw van den Polder' kerk. Het nieuws van de wonderlijke gebeurtenis werd verspreid waardoor edelen ter bedevaart naar de kerk kwamen. Onder hen waren keizer Sigismund, koning van Hongarije en Bohemen, en Graaf Willem IV. In 1437 werd de kerk nog bezocht door Philips de Goede van Bourgondië toen hij in Middelburg verbleef. Bij een dijkval in 1494 ging het schilderij, evenals de kerk, verloren. Een nieuwe kerk werd gebouwd waarin opnieuw een wonderlijke afbeelding van Maria zonder Kind terechtkwam. Dit schilderij, in de stijl van Quinten Massijs (1465-1539) verdween echter in 1572. In 1926 werd het schilderij herontdekt in de collectie van baron van Caloen de Basseghem te Brugge. Op aandringen van de Middelburgse pastoor schonk de baron het schilderij in 1931, waarbij het op een altaar in de Sint Pieterskerk kwam te staan. Toen de Middelburgse bevolking uit voorzorg werd geëvacueerd aan het begin van de Tweede Wereldoorlog, nam de pastoor het schilderij met zich mee, waardoor het bewaard is gebleven.